# Palazzo Sacchetti

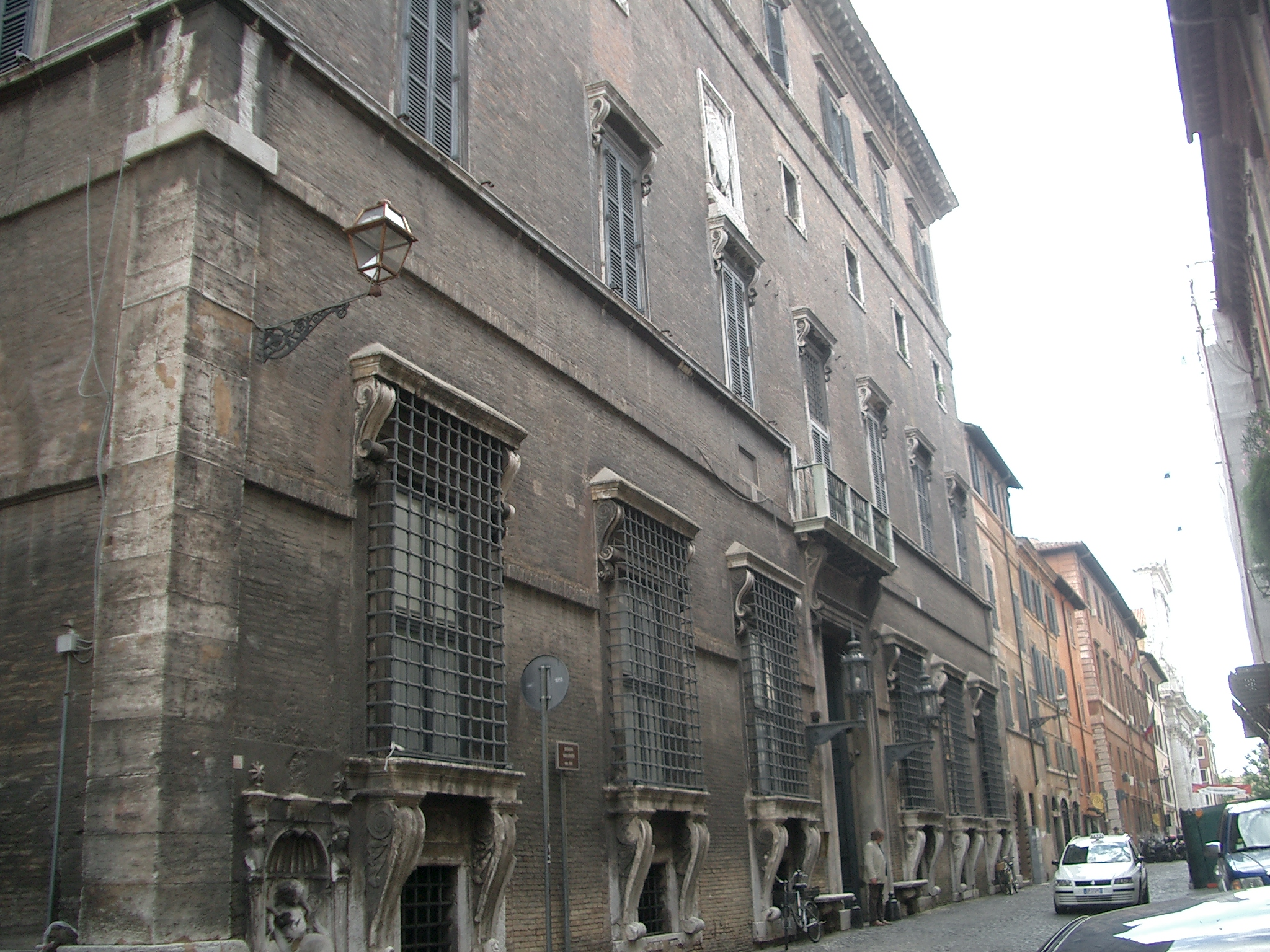
Vista do palácio na Via Giulia.

Palazzo Sacchetti é um palácio localizado no número 66 da Via Giulia, no rione Ponte de Roma.

## História e descrição

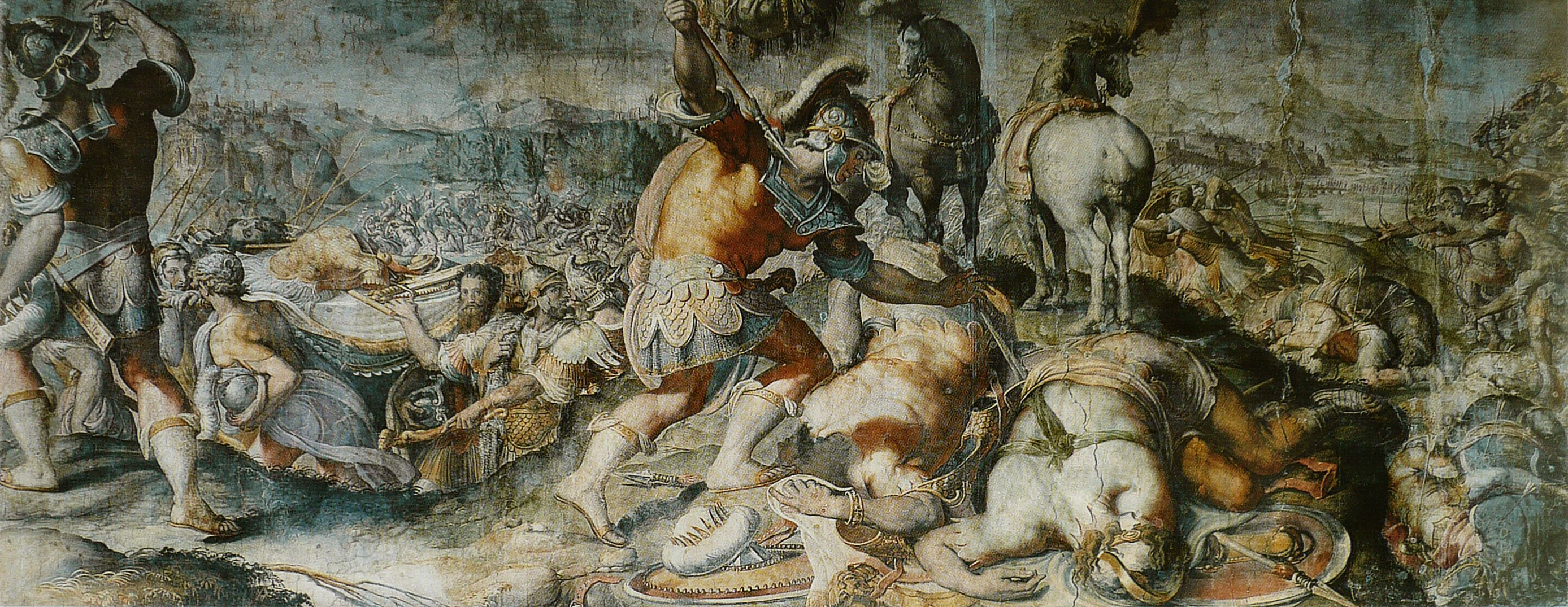
"Morte de Saul e Jónatas", de Francesco Salviati, no palácio.

A construção do palácio foi realizada com base num projeto de Antonio da Sangallo, que ali pretendia construir sua própria residência depois de adquirir, em 1542, o terreno e uma residência não terminada de propriedade do capítulo vaticano do papa Paulo III, a quem ele dedicou um brasão ainda hoje na fachada principal, apesar de bem erodido. A este palácio, Sangallo, que costumava chamá-lo de "palácio perfeito", dedicou seus últimos anos de vida, sobretudo ao projeto até 1545; quando morreu, no ano seguinte, passou a obra para seu filho, Orazio, e a construção foi levada até ao fim por Nanni di Baccio Bigio. Adquirido por Ricci de Montepulciano, que gastou grandes somas nas obras de ampliação e decoração do palácio, o edifício passou depois para a família Cevoli (ou Ceuli), da qual deriva o nome da vizinha Vicolo del Cefalo. Em 1608, o palácio foi adquirido pelo cardeal Ottavio Acquaviva d'Aragona, arcebispo de Nápoles, que, antes de 1612, ano de sua morte, determinou a construção de uma capela decorada em afrescos por Agostino Ciampelli. Em 1648, os Acquaviva venderam o palácio aos marqueses Sacchetti, de Florença, que mantiveram a propriedade integral até 2015, quando parte do edifício foi vendido. No local estão alguns dos ciclos de pinturas mais significativos do maneirismo, com obras de Francesco Salviati, a quem se deve os esplêndidos afrescos da "Sala de Audiências" (1553-1555), Pietro da Cortona e Jacopino del Conte.

## Propriedade

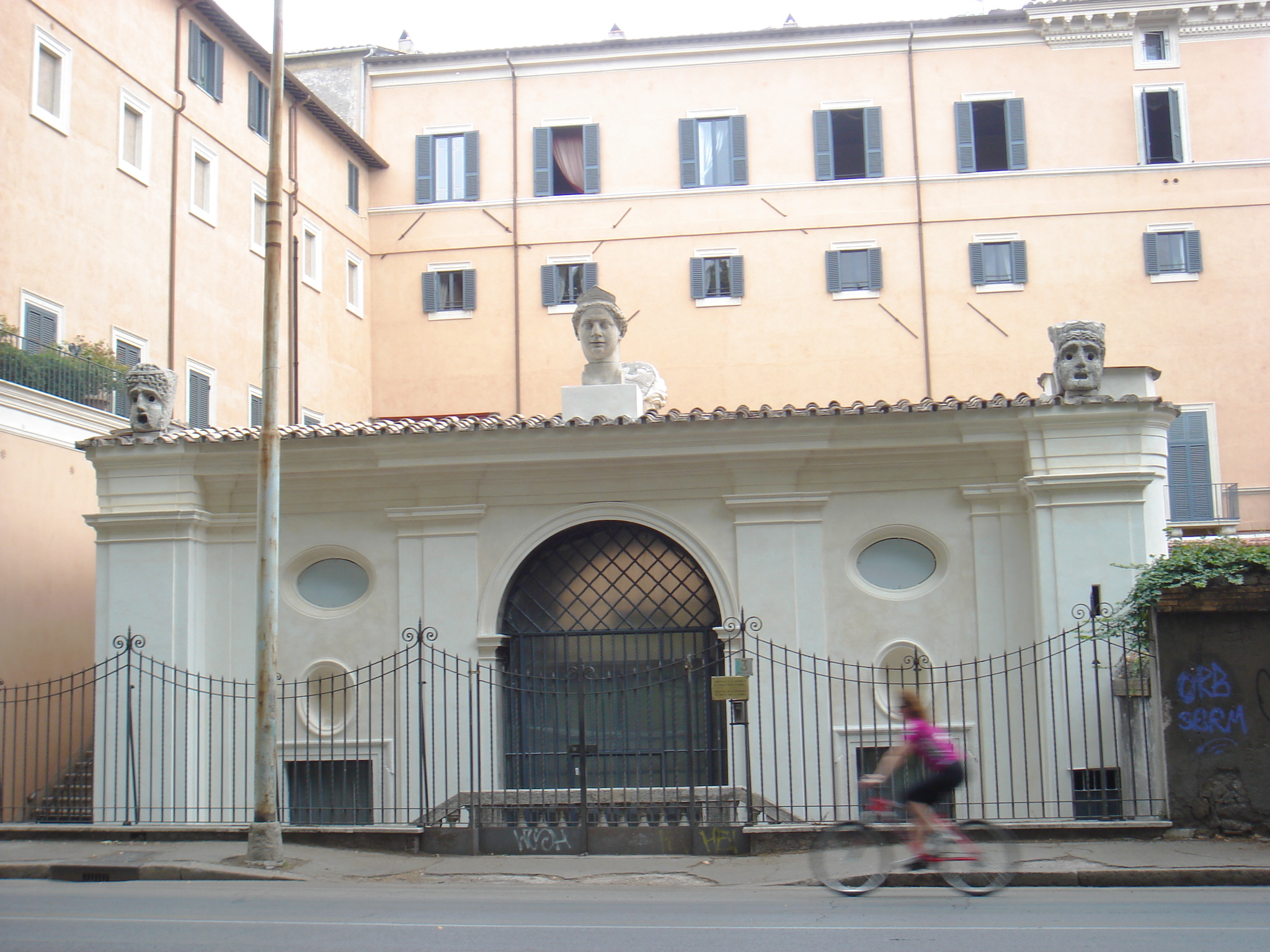
Entrada posterior, no Lungotevere Sangallo, de frente para o Tibre.

Parte do palácio correspondente a todo o piso nobre, recebida em herança por Giovanna Zanuso, esposa do finado Giulio Sacchetti, foi vendida ao banqueiro Robert De Balkany em 2015 por 50 milhões de euros. Depois da morte dele, a propriedade foi novamente vendida pela Sotheby's.